# Palazzo Fieramosca

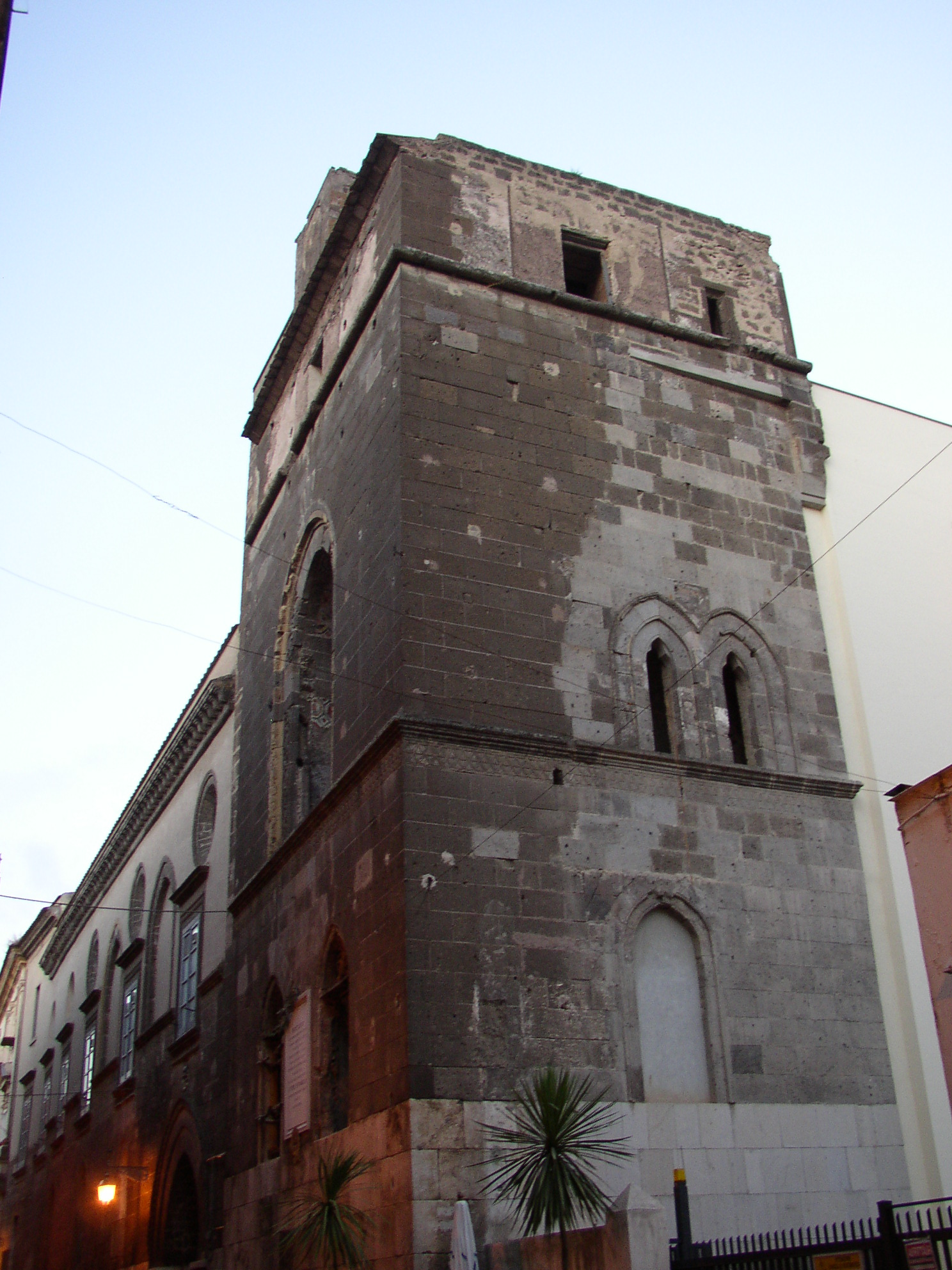
Palazzo Fieramosca in Capua, Hauptfassade mit Turm

Der Palazzo Fieramosca ist ein Palast aus dem 13. Jahrhundert im historischen Zentrum von Capua in der italienischen Region Kampanien. Er liegt an der Via Fieramosca, die die Piazza dei Giudici (den Hauptplatz der Stadt) mit dem Corso Gran Priorato verbindet, den sie auf Höhe der Kirche San Domenico (San Tommaso) kreuzt.
Seit seinem Bau ist der Palast in privater Hand; dort ist aber auch die Poliklinik der Azienda Sanitaria Locale Caserta 2 untergebracht.

## Geschichte
Wie sich gezeigt hat, steht der Palast auf dem Gelände eines früheren Gebäudes, wahrscheinlich aus dem 13. Jahrhundert, das für Bartolomeo di Capua, Protonotarius und Logothetes des Königreichs Neapel in einem Teil der Herrschaftszeit von Robert von Anjou.
Der ursprüngliche Kern des Palastes beansprucht das Friedhofsgelände der Kirche San Giovanni de’ Nobiluomini, die seit dem 10. Jahrhundert bekannt ist. Die Kirche stand auf dem Grundstück, das heute den Palazzo Fieramosca vom Dom trennt. Die Bestätigung, dass der Palast auf einem früheren Friedhof steht, war der Fund sehr zahlreicher Knochen kurz vor 1970 in den Fundamenten des Südostflügels.
Ein Pergament aus dem Schatz der Kathedrale von Capua datiert die Erweiterung eines Palastes von Bartolomeo di Capua, der auf dem Gebiet der Pfarrei von San Giovanni de’ Nobiluomini lag, auf das Jahr 1291. Das Pergament wurde erstmalig von G. di Capua Capece in einer Dissertation über die beiden Glocken von San Giovanni de’ Nobiluomini, Neapel, zitiert.
Das Manuskript von Sannelli von 1580 schreibt den Auftrag für den einfachen Palast und den anschließenden Turm Bartolomeo di Capua zu, irrt aber in der Datierung auf das Jahr 1336; dies kann nicht sein, da Bartolomeo di Capua bereits 1328 verstarb.
Der Palast war von den Angiò Durazzos mindestens von 1336 bis 1354 durchgehend bewohnt. Der Name, unter dem der Palast bekannt ist, zeigt den Besitz der Familie Fieramosca von 1447 bis 1496 an, insbesondere von Rinaldo Fieramosca, dem Vater des Condottiere Ettore Fieramosca, dem Protagonisten des Duells von Barletta.
Der Palast gehörte der Familie Pellegrino und um 1750 diente er dem Generalkommandanten des Militärplatzes von Capua als Wohnstatt und wurde daher „Palazzo del Generale“ genannt.
Der österreichische Feldmarschall Otto Ferdinand von Abensperg und Traun wohnte in dem Palast, der 1734, während der Verteidigung der Stadt gegen die Truppen von Karl III. von Spanien, als Pulvermagazin diente.
In den ersten Jahrzehnten des 19. Jahrhunderts gehörte der Palast des Saulles.

## Erweiterungen und Restaurierungen
Die Erweiterung von 1336 wurde im Auftrag von Ludovico d’Angiò Durazzo durchgeführt, wie man auch an den Kapitellen mit seinem Wappen sieht, die man 1802 noch im Kreuzgang sehen konnte, aber der Palast behielt den L-förmigen Grundriss des ersten Palastes in Capua und seinen imposanten Turm, der den Flügel entlang der Straße schloss.

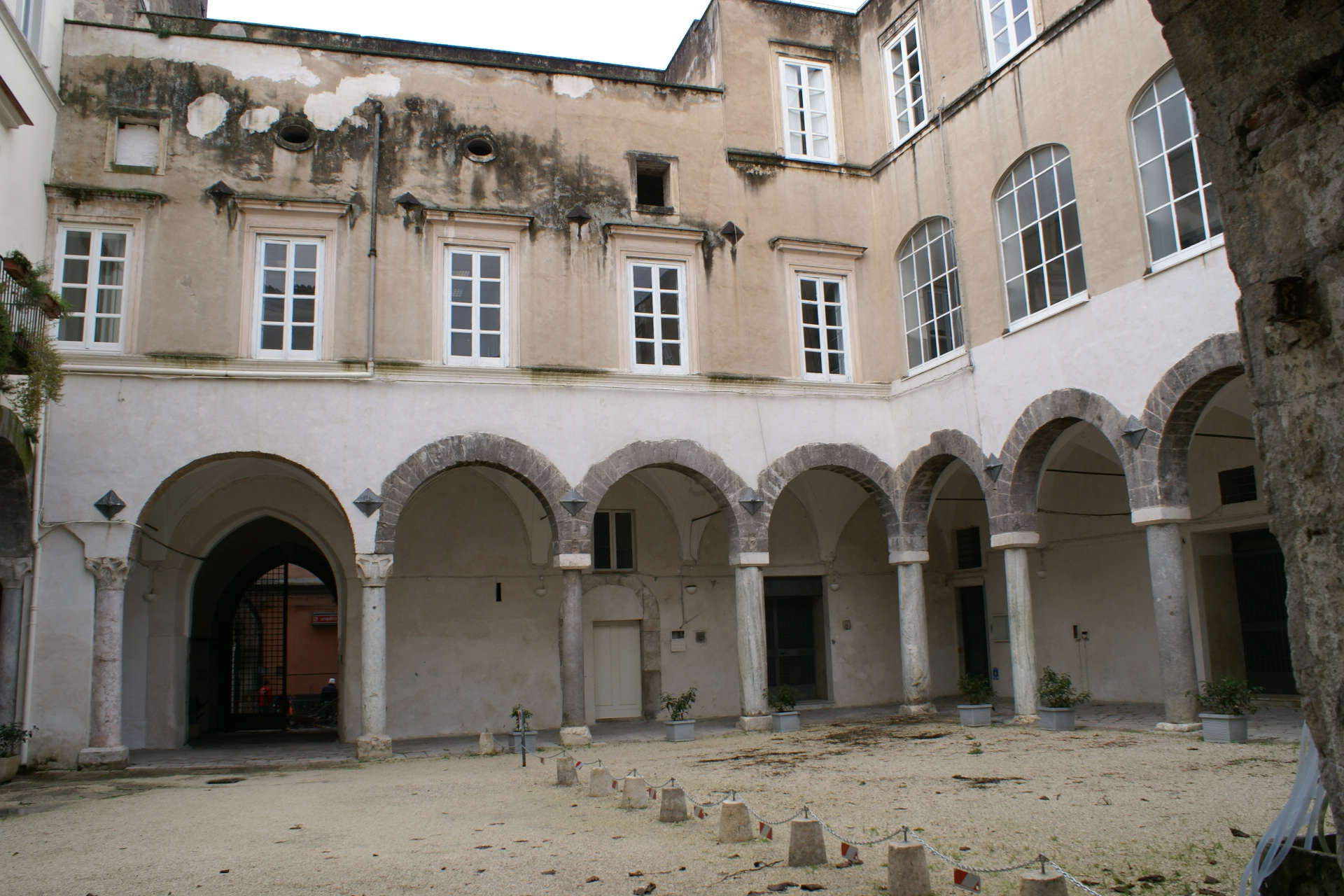
Innenhof zur Fassade hin

Unter den Fieramoscas wurde das Gebäude erweitert, indem es um einen fast quadratischen Innenhof herum geschlossen wurde; die Arkaden der Vorhalle gegenüber dem Eingang und der Südwestflügel, anschließend an den Turm, wurden errichtet. Außerdem wurden eine neue Treppe eingebaut und die großen Räume mit Kreuzgewölbedecken an der Hauptfassade mit einer Zwischendecke versehen.
Im 18. Jahrhundert wurde die Treppe in Stil des 15. Jahrhunderts in der Nähe des Turms errichtet und die Regelmäßigkeit der gotischen Vorhalle durch Einbau einer Arkade mit Korbbögen am Ausgang aus dem Eingangsatrium in den Innenhof verändert. Da im selben Zeitraum die langobardische Kirche San Giovanni de’ Nobiluomini abgerissen wurde, datiert Di Resta die Wiederherstellung und Einfügung der prächtigen Kapitelle, die vielleicht aus der abgerissenen Kirche stammten, in diese Zeit.

## Beschreibung
Die lange Hauptfassade ist auf einen hohen Sockel aus blanken Kalksteinblöcken gesetzt, auf dem eine schön ausgearbeitete Wandverkleidung aus grauen Tuffblöcken ruht. Drei große Einzelfenster mit Rundbögen belichten die Räume des Erdgeschosses auf der Straßenseite. Die Trennung vom ersten Obergeschoss bildet ein durchgehendes Gesims, ebenfalls aus Tuffstein, verziert mit einer stilisierten Blume mit sechs Blütenblättern, die ein regelmäßiges Sechseck bilden.

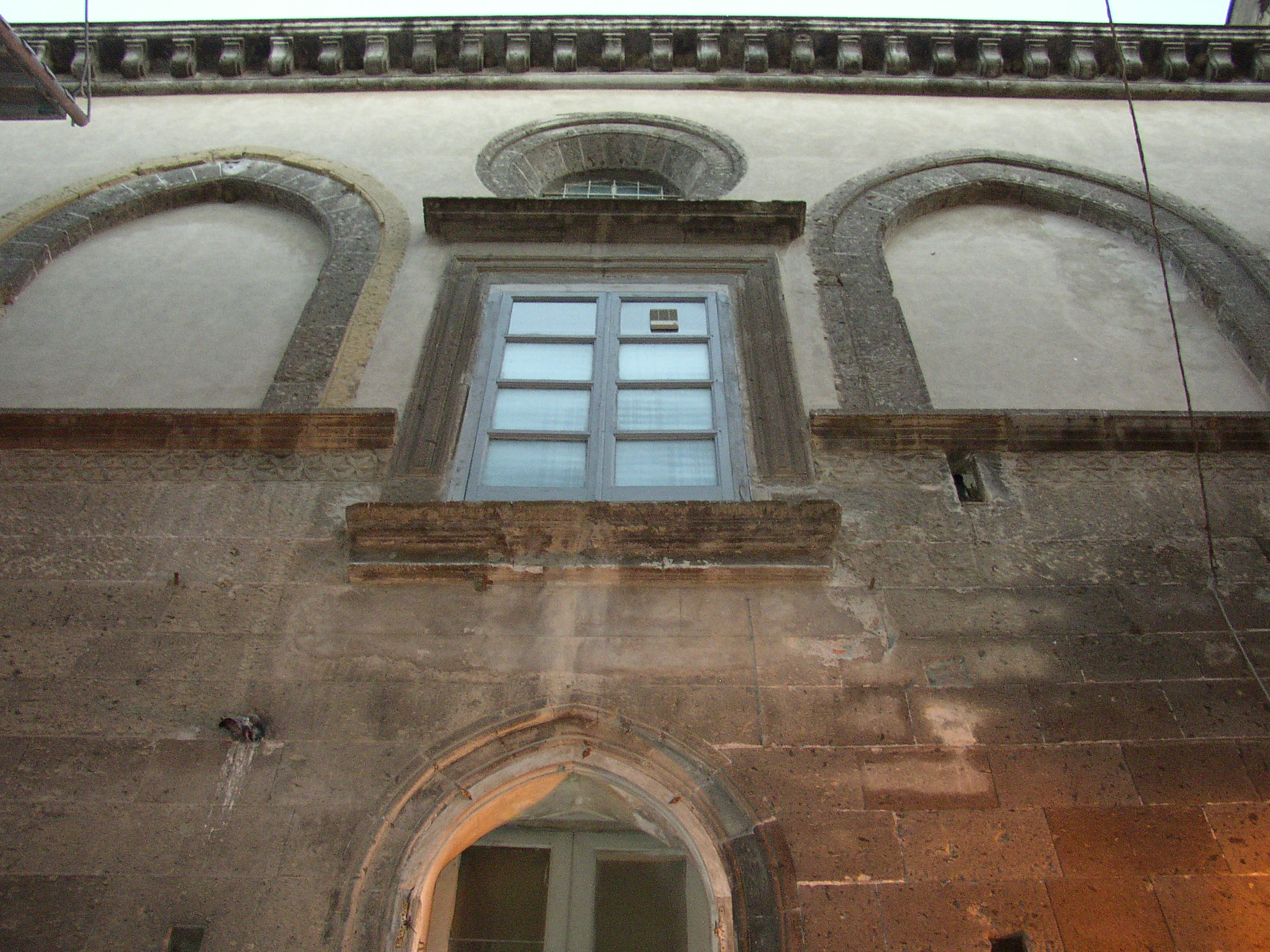
Fassade

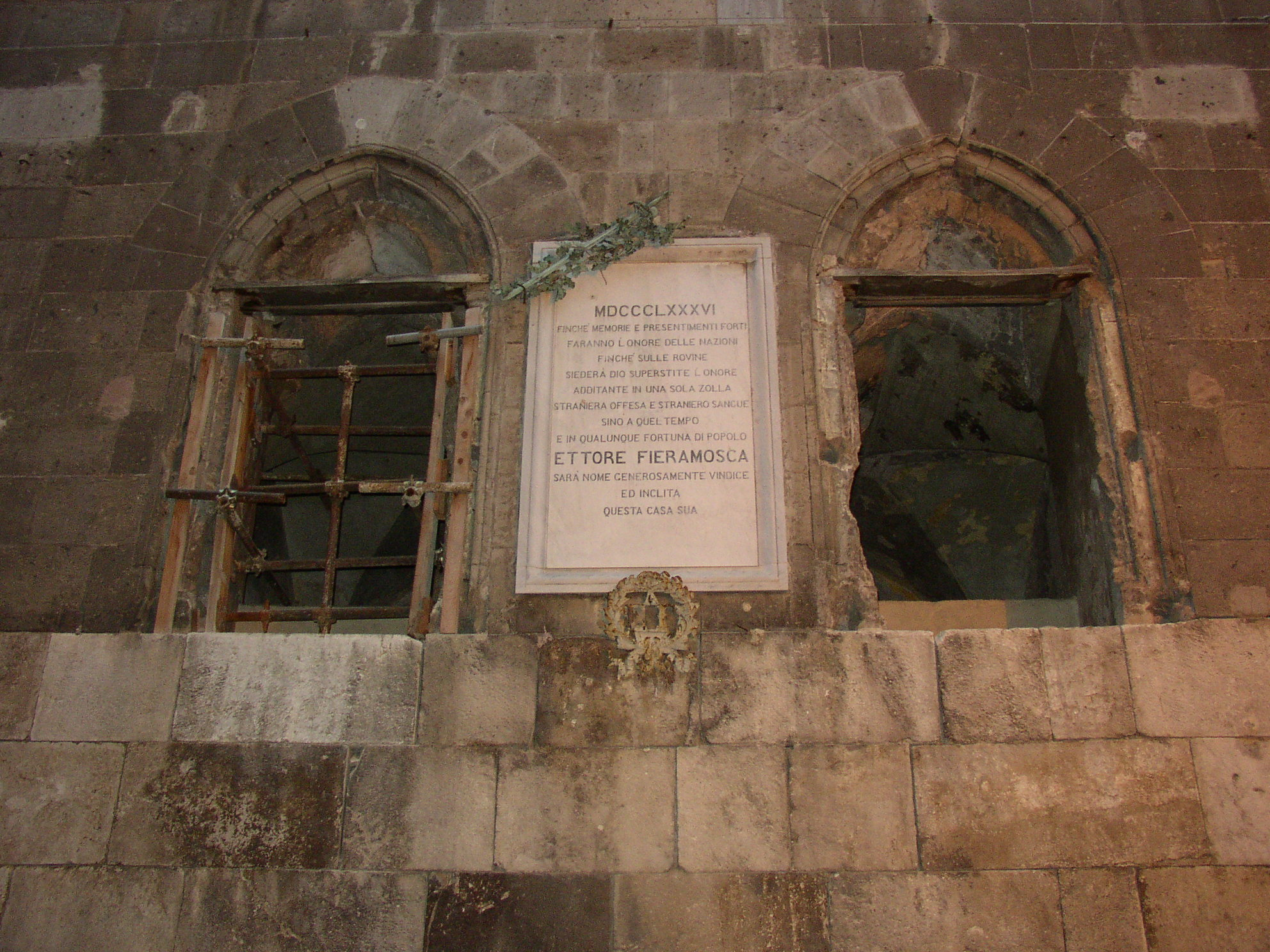
Einzelfenster des Turms und Steintafel für Ettore Fieramosca

Das erste Obergeschoss zeigt weißen Putz, gekennzeichnet durch zwei große Rahmen (aus Tuffquadern) und Rundbogenfenstern in gemauertem Tuffstein (Reste der ursprünglichen Doppelfenster, wie sie Di Resta beschreibt). Die Räume im ersten Obergeschoss sind heute durch sechs große rechteckige Fenster mit Rahmen aus grauem Tuffstein im Renaissancestil belichtet. Das zweite Obergeschoss ist durch fünf runde Fenster belichtet, von denen drei Rahmen aus Tuffstein besitzen. Die Fassade ist nach oben durch ein imposantes Traufgesims mit Konsolen aus grauem Tuffstein abgeschlossen, auch dieses im Renaissancestil.
Am äußersten Ende der Fassade zur Piazza dei Giudici hin befindet sich der große Turm, der ebenfalls drei Stockwerke hat; die oberen Stockwerke haben aber andere Bauhöhen als die des eigentlichen Palastes. Das erste Obergeschoss des Turms trägt die gleiche Verkleidung wie der Palast und ist durch einen verzierten Rahmen und seinen eigenen mit diesem verbunden. Es hat zwei einzelne Rundbogenfenster zur Straße hin und eines an der Fassade zum Nachbargrundstück.
Das zweite Obergeschoss ist vollständig in Tuffstein gehalten und durch ein großes Einzelfenster mit Rundbogen auf der Straßenseite belichtet, ebenso wie durch ein Paar Einzelfenster mit Rundbögen, jedes mit gewölbtem Ring und dreilappigem, ebenfalls gewölbten, Profil.
Dieses zweite Obergeschoss war sehr viel höher, als es sich heute zeigt, wie man aus einem Aquarell von Consalvo Carelli ersehen kann; es wurde 1943 durch feindliches Bombardement beschädigt. Als Folge des Einsturzes des Südostflügels, verursacht durch das Bombardement, entstanden zwei Einzelfenster mit erhöhten, halbmondförmigen Bögen, die Di Resta richtigerweise mit den Einzelfenstern des Doms von Casertavecchia in Verbindung bringt.
In den Palast gelangt man durch ein großes Rundbogenportal, das von Säulen mit gotischen Kapitellen gestützt wird, und durchschreitet ein tiefes und hohes Atrium mit Spitzbogenkreuzgewölbe.
Der Innenhof ist durch eine Vorhalle gegliedert, die auf drei Seiten mit Arkaden unterschiedlicher Größe und Zahl versehen ist. Die Bögen der Baukörper des ursprünglich gotischen Palastes sind gewölbt (hinter der Fassade und links des Eingangs). Die blinden auf den Pfeilern des Flügels gegenüber dem Eingang sind Rundbögen, ebenso wie die des Renaissanceflügels auf der rechten Seite des Eingangs, der durch das Bombardement am meisten beschädigt wurde.

## Kunstwerke und Inschriften
Die Vorhalle im Innenhof wird durch 14 nackte Säulen gestützt, viele davon aus Felsgestein hergestellt und voneinander unterschiedlich, alle ohne Kapitelle, mit Ausnahme der drei langobardischen Kapitelle an den ersten drei Säulen am Flügel zur Fassade hin. Die Kapitelle sind von einer Art, wie man sie nur in Capua findet, „a pastorali sfuggenti“ (dt.: zu schwer fassbaren Pastoralen) genannt und auf etwas nach dem Ende des 9. Jahrhunderts zu datieren.

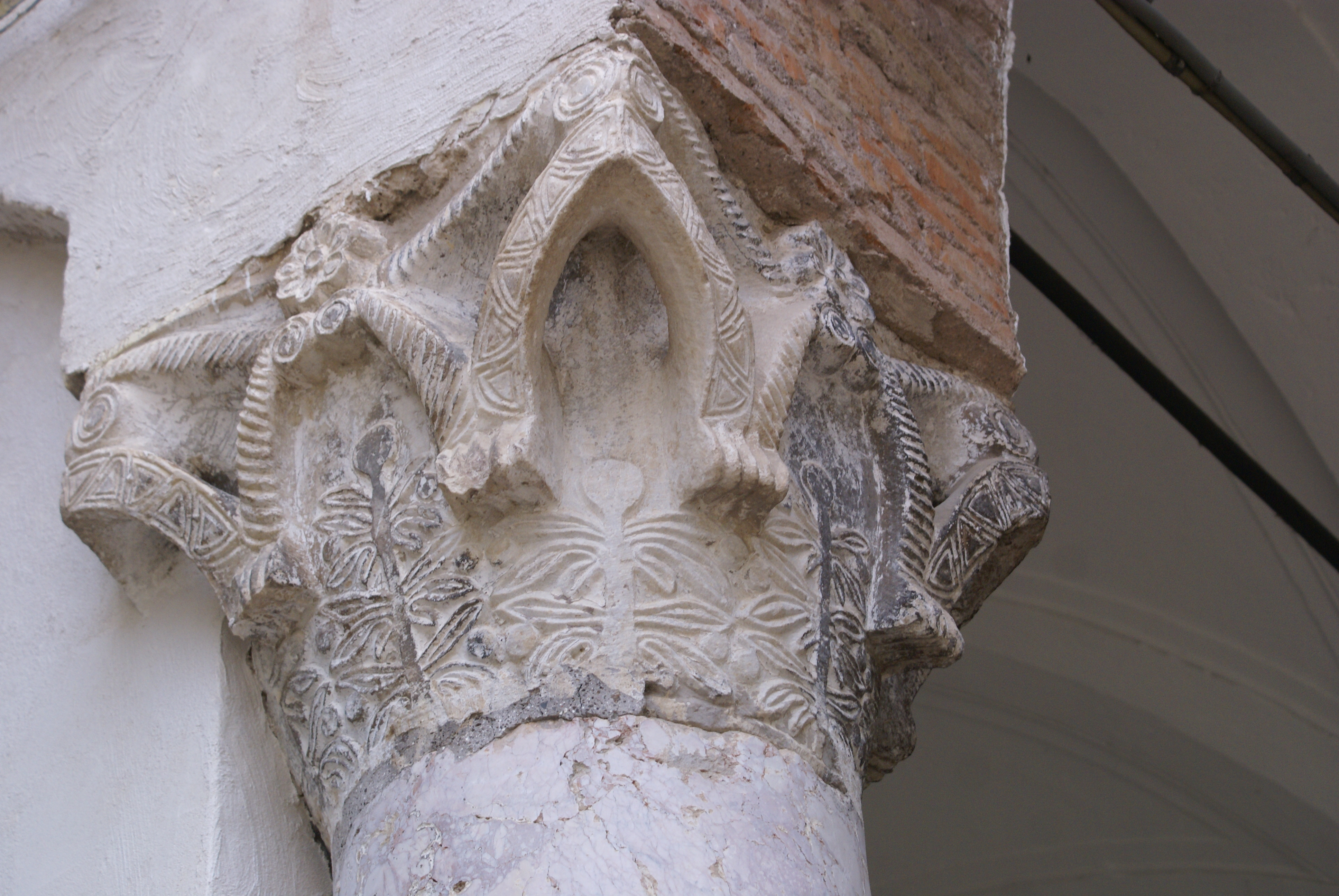
Langobardisches Kapitell

Das Eingangsportal trägt zwei Crochet-Kapitelle, die Di Resta für ähnlich denen an der Vorhalle der Kirche Santa Maria Incoronata in Neapel hält, die auf 1352 datiert werden. Die Rahmen sind mit Lilien bedeckt, dem Emblem des Hauses Anjou. Darüber ist ein Wappen eingemauert, das noch nicht zugeordnet werden konnte.

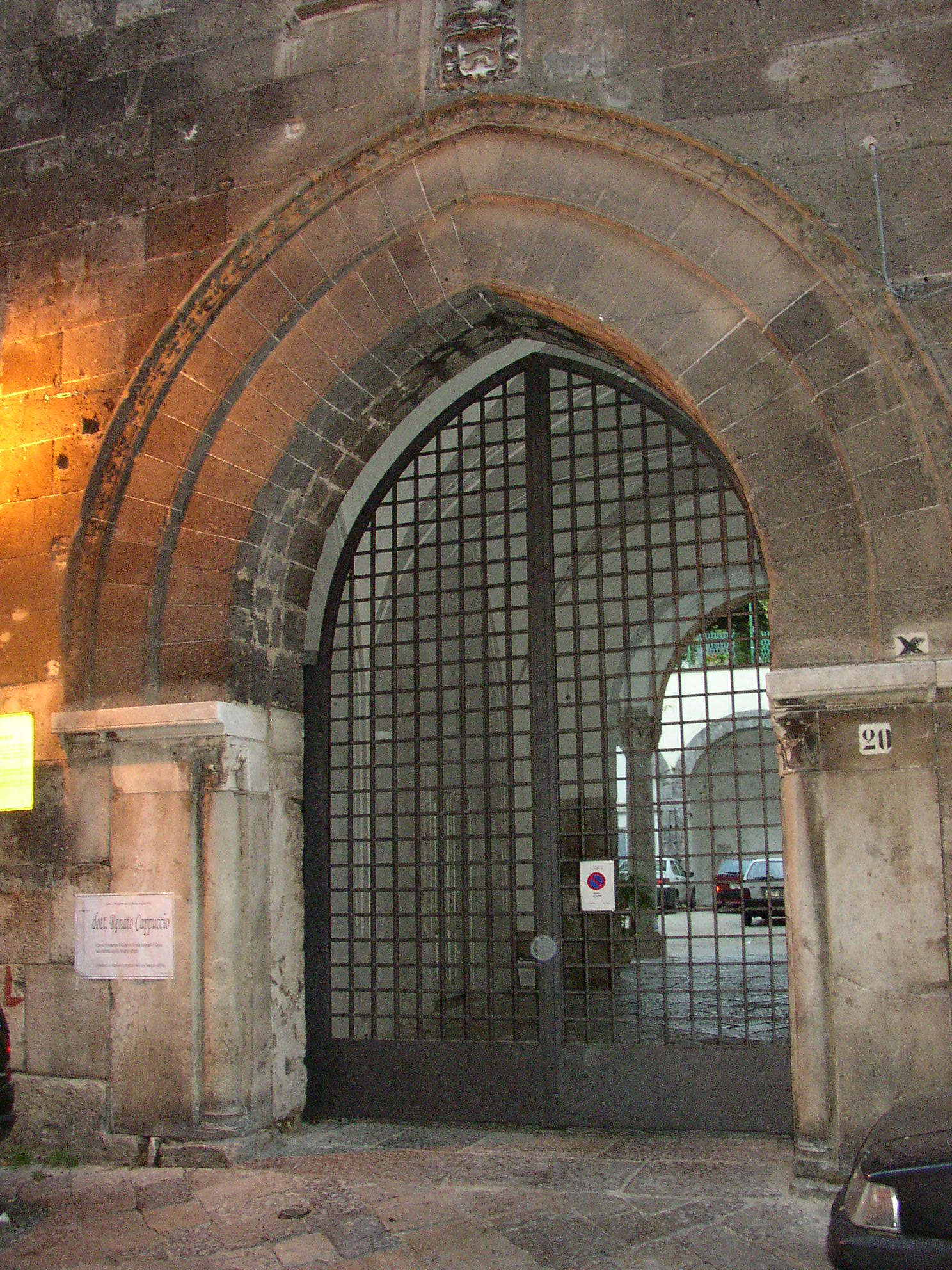
Portal

Ringe und Rahmen aus Spitzbögen befinden sich an zwei Portalen im Turmraum. Reste von mittelalterlichen Fresken sind an den Untersichten der Einzelfenster des Turms und an einer Lünette einer Innentüre.

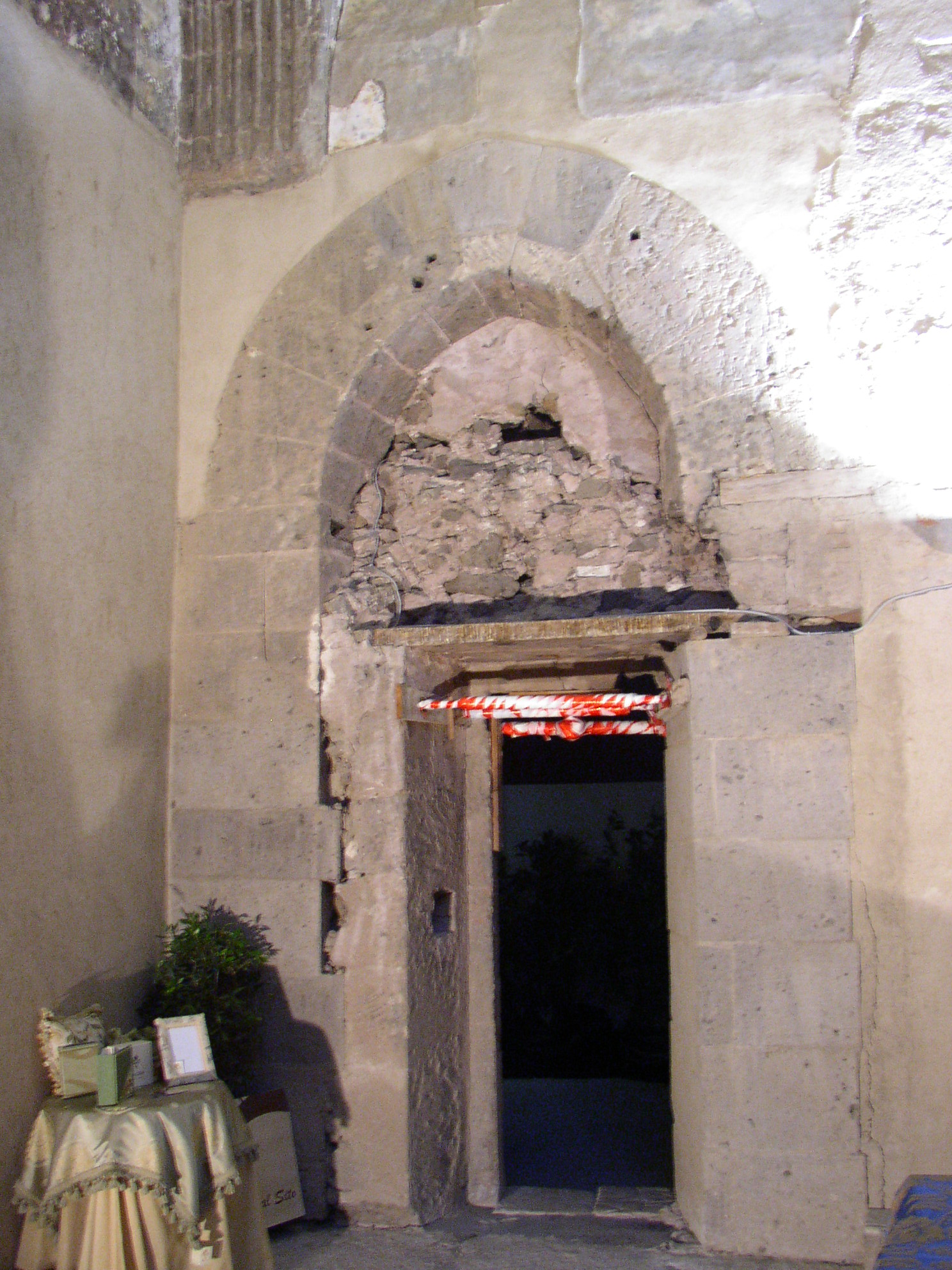
Gotisches Portal in Inneren des Turms

Die Höhe des Rahmens des großen Einzelfensters im ersten Obergeschoss des Turms, zur Fassade hin, trägt eine Verzierung mit übereinander angeordneten Ovalen in leichtem Relief, die Pflanzendarstellungen, Tiere (auch phantastische), Menschen und Schilde in Halbrelief enthalten.
Eine Inschrift auf Marmor befindet sich auf einem rechteckigen Rahmen ist zwischen den beiden Einzelfenstern im ersten Obergeschoss des Turms. Sie wurde 1886 angebracht, um an Ettore Fieramosca zu erinnern.

## Wiederhergestellte, alte Elemente
Die Arkaden der Vorhalle im Innenhof bestehen aus alten, nackten Säulen unterschiedlicher Form, Größe und Steinmaterial. Ein altrömischer Grabstein befindet sich unter dem ganz rechten Bogen (vom Eingangsatrium aus gesehen) der Vorhalle des Hofes, gegenüber der Hauptfassade.
Das Fragment einer alten Inschrift wird als Schwelle eines der Fenster des Turmes verwendet, ein weiteres ist in den Steinsockel, direkt links des Portals, eingearbeitet.